# Marco Júnio Bruto (cônsul em 178 a.C.)
Marco Júnio Bruto (em latim: Marcus Junius Brutus) foi um político da gente Júnia da República Romana eleito cônsul em 178 a.C. com Aulo Mânlio Vulsão. Provavelmente era filho do tribuno da plebe de 195 a.C., Marco Júnio Bruto. Foi provavelmente o pai do pretor Marco Júnio Bruto, famoso jurista, e avô de Marco Júnio Bruto ("o Acusador"). Foi provavelmente pai também de Décimo Júnio Bruto Galaico, cônsul em 138 a.C., avô de Décimo Júnio Bruto, cônsul em 77 a.C., e bisavô do pretor Décimo Júnio Bruto Albino, um dos assassinos de Júlio César.

## Primeiros anos

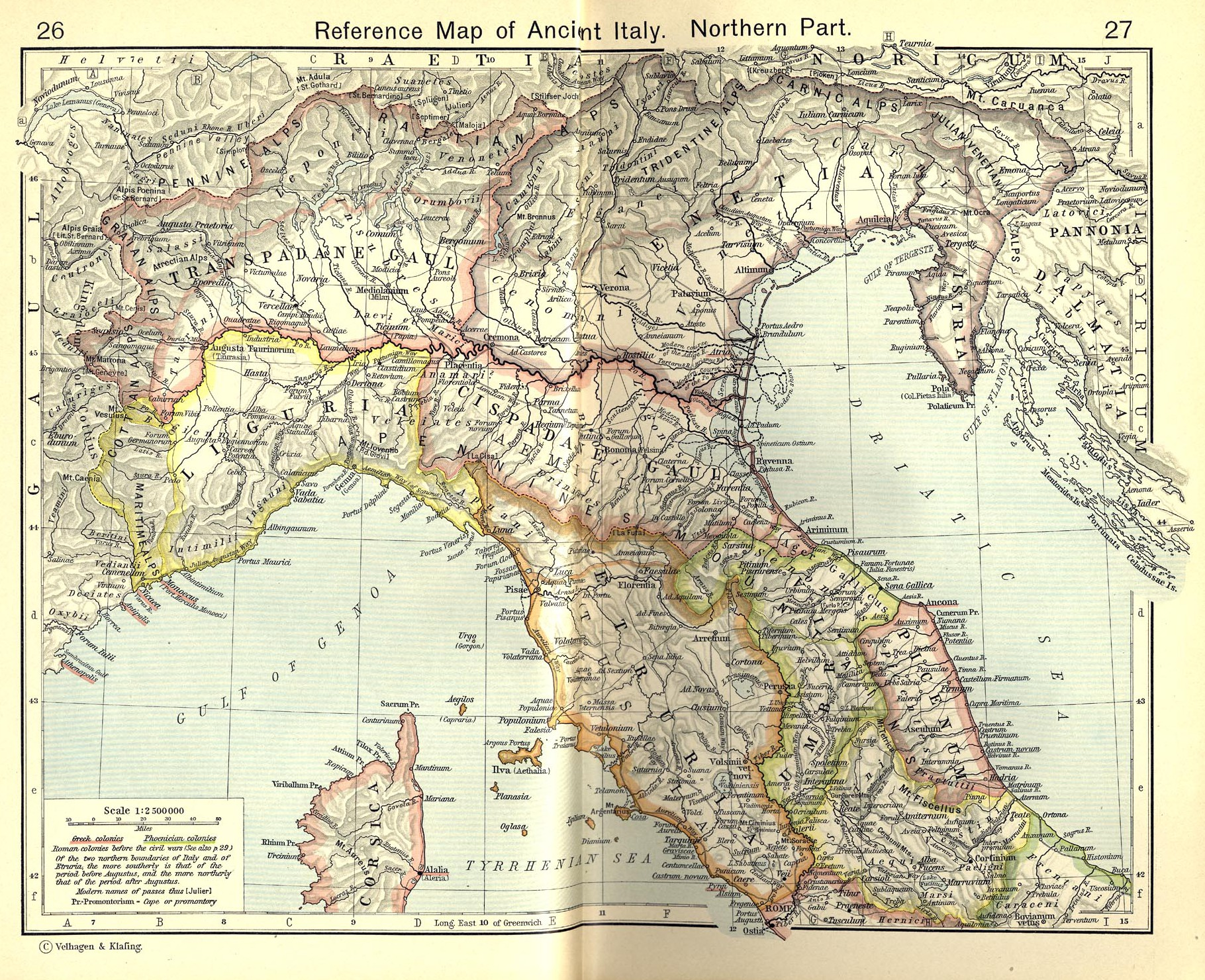
Mapa do norte da Itália. A região da Ístria está na extrema direita, no alto. A Ligúria, na esquerda.

Foi tribuno da plebe em 195 a.C. e, dois anos depois, edil plebeu. Em seu mandato como pretor peregrino, em 191 a.C., dedicou um templo a Magnae Matris no monte Palatino. Em 189 a.C., foi decênviro ad orientem ordenandam.

## Consulado (178 a.C.)
Foi eleito cônsul em 178 a.C. com Aulo Mânlio Vulsão e recebeu o comando da campanha contra os ístrios, que conseguiu derrotar e subjugar definitivamente em 177 a.C..

## Anos finais
Foi um dos embaixadores enviados para a Ásia em 171 a.C. com Tibério Cláudio Nero e Espúrio Postúmio Albino Paululo, para pedir ajuda aos aliados de Roma na Terceira Guerra Macedônica contra o rei Perseu da Macedônia. Dois anos depois, apresentou-se como candidato ao censorado, mas não foi eleito. Em 164 a.C. foi enviado ao rei Ariarates V da Reino da Capadócia.